# Hryhoriy Varzhelenko
Hryhoriy Varzhelenko (en ucraniano: Григорій Тихонович Варжеленко; Níkopol; 8 de marzo de 1950-16 de febrero de 2024) fue un futbolista y entrenador de fútbol ucraniano que jugó en la posición de delantero centro.

## Carrera

### Jugador
| Periodo   | Club                              |
| --------- | --------------------------------- |
| 1967–1971 | FC Trubnik Nikopol                |
| 1972–1974 | Kolos Nikopol                     |
| 1973      | → Avanhard Ordzhonikidze (cedido) |

### Entrenador
| Periodo   | Club                           |
| --------- | ------------------------------ |
| 1996–1999 | Metalurh Nikopol               |
| 2000      | FC Polissya Zhytomyr           |
| 2004–2005 | FC Elektrometalurh-NZF Nikopol |
| 2010      | FC Nikopol-Dnipriany           |
| 2016–2020 | FC Nikopol                     |